# Отогуро, Такуто
Такуто Отогуро (яп. 乙黒 拓斗 Отогуро Такуто, род. 13 декабря 1998, Яманаси, Япония) — японский борец вольного стиля, олимпийский чемпион, чемпион мира, неоднократный чемпион Азии.

## Биография
Родился в 1998 году в борцовской семье. Отец Такуто был борцом вольного стиля и тренером. Старший брат Кэйсукэ, также борец вольного стиля, призёр юниорского первенства Азии, призёр Кубка мира, участник чемпионатов Азии, мира и Олимпийских игр.
В 2013 году стал бронзовым призёром чемпионата мира среди кадетов. В 2014 году стал чемпионом Азии среди кадетов. В 2015 году стал чемпионом мира среди кадетов.
В 2018 году выиграл и открытый, и регулярный чемпионаты Японии, и чемпионат мира в Будапеште.

Выступал на чемпионате мира 2019 года, проиграл в схватке за 3-е место Исмаилу Мусукаеву.
В 2020 и 2021 годах становился чемпионом Азии.
На Олимпийских играх 2020 в Токио завоевал золотую медаль в весовой категории до 65 кг.
В начале апреля 2025 года Отогуро сообщил на своей странице в социальной сети, что он завершает свою спортивную карьеру.

### Видео
- Takuto Otoguro (JPN) Highlight (англ.)

### Сайты
- Такуто Отогуро — профиль на сайте International Wrestling Database (англ.)